# Tour de France 2024
111. ročník etapového cyklistického závodu Tour de France se konal mezi 29. červnem a 21. červencem 2024 ve Francii a Itálii. Závod byl součástí UCI World Tour 2024 na úrovni 2. UWT. Začínal ve Florencii. Z důvodu příprav na Olympijské a paraolympijské hry nebyl cíl závodu v Paříži, ale v Nice.

## Týmy
Závodu se účastnilo všech 18 UCI WorldTeamů a 4 UCI ProTeamy.
UCI WorldTeamy
- Decathlon–AG2R La Mondiale
- Alpecin-Deceuninck
- Arkéa Samsic
- Astana Qazaqstan
- Bahrain Victorious
- Red Bull–Bora-Hansgrohe
- Cofidis
- DSM–Firmenich
- EF Education-EasyPost
- Groupama-FDJ
- Ineos Grenadiers
- Intermarché-Circus-Wanty
- Jayco AlUla
- Jumbo-Visma
- Lidl-Trek
- Movistar
- Soudal-Quick Step
- UAE Team Emirates

UCI ProTeamy
- Israel-Premier Tech
- Lotto–Dstny
- Team TotalEnergies
- Uno-X Mobility

## Trasa a etapy
V prosinci 2022 Amaury Sport Organization oznámila, že Itálie bude poprvé hostit Grand Départ. V roce 2024 uplynulo 100 let od prvního italského vítěze Tour Ottavia Bottecchii z roku 1924. Trasa zavítala také do mikrostátu San Marino, čímž se stalo 15. zemí, kterou navštívila etapa Tour. V prosinci 2022 bylo také oznámeno, že závod neskončí v Paříži z důvodu příprav na olympijské a paralympijské hry v Paříži 2024. Místo toho závod končil v Nice individuální časovkou – naposledy byla časovka poslední etapou Tour v roce 1989.
V říjnu 2023 oznámil Christian Prudhomme celou trasu. Trasa byla jezdci popsána jako „těžká“, se zvláštním znepokojením ohledně šotolinových tratí v etapě 9 a omezenými možnostmi pro sprintery.
| Etapa         | Datum         | Trasa                                       | Vzdálenost      | Typ       | Typ                  | Vítěz                    |           |
| ------------- | ------------- | ------------------------------------------- | --------------- | --------- | -------------------- | ------------------------ | --------- |
| 1             | 29. června    | Florencie – Rimini (Itálie)                 | 206 kilometrů   |           | Kopcovitá etapa      | Romain Bardet (FRA)      |           |
| 2             | 30. června    | Cesenatico – Bologna (Itálie)               | 200 kilometrů   |           | Kopcovitá etapa      | Kévin Vauquelin (FRA)    |           |
| 3             | 1. července   | Piacenza – Turín (Itálie)                   | 229 kilometrů   |           | Rovinatá etapa       | Biniam Girmay (ERI)      |           |
| 4             | 2. července   | Pinerolo (Itálie) – Valloire                | 138 kilometrů   |           | Horská etapa         | Tadej Pogačar (SLO)      |           |
| 5             | 3. července   | Saint-Jean-de-Maurienne – Saint-Vulbas      | 177 kilometrů   |           | Rovinatá etapa       | Mark Cavendish (GBR)     |           |
| 6             | 4. července   | Mâcon – Dijon                               | 163 kilometrů   |           | Rovinatá etapa       | Dylan Groenewegen (NED)  |           |
| 7             | 5. července   | Nuits-Saint-Georges – Gevrey-Chambertin     | 25 kilometrů    |           | Individuální časovka | Remco Evenepoel (BEL)    |           |
| 8             | 6. července   | Semur-en-Auxois – Colombey-les-Deux-Églises | 176 kilometrů   |           | Rovinatá etapa       | Biniam Girmay (ERI)      |           |
| 9             | 7. července   | Troyes                                      | 199 kilometrů   |           | Kopcovitá etapa      | Anthony Turgis (FRA)     |           |
|               | 8. července   | Orléans                                     | Volný den       | Volný den | Volný den            | Volný den                | Volný den |
| 10            | 9. července   | Orléans – Saint-Amand-Montrond              | 187 kilometrů   |           | Rovinatá etapa       | Jasper Philipsen (BEL)   |           |
| 11            | 10. července  | Évaux-les-Bains – Le Lioran                 | 211 kilometrů   |           | Horská etapa         | Jonas Vingegaard (DEN)   |           |
| 12            | 11. července  | Aurillac – Villeneuve-sur-Lot               | 204 kilometrů   |           | Rovinatá etapa       | Biniam Girmay (ERI)      |           |
| 13            | 12. července  | Agen – Pau                                  | 171 kilometrů   |           | Rovinatá etapa       | Jasper Philipsen (BEL)   |           |
| 14            | 13. července  | Pau – Saint-Lary-Soulan (Pla d'Adet)        | 152 kilometrů   |           | Horská etapa         | Tadej Pogačar (SLO)      |           |
| 15            | 14. července  | Loudenvielle – Plateau de Beille            | 198 kilometrů   |           | Horská etapa         | Tadej Pogačar (SLO)      |           |
|               | 15. července  | Gruissan                                    | Volný den       | Volný den | Volný den            | Volný den                | Volný den |
| 16            | 16. července  | Gruissan – Nîmes                            | 187 kilometrů   |           | Rovinatá etapa       | Jasper Philipsen (BEL)   |           |
| 17            | 17. července  | Saint-Paul-Trois-Châteaux – SuperDévoluy    | 178 kilometrů   |           | Horská etapa         | Richard Carapaz (ECU)    |           |
| 18            | 18. července  | Gap – Barcelonnette                         | 179 kilometrů   |           | Kopcovitá etapa      | Victor Campenaerts (BEL) |           |
| 19            | 19. července  | Embrun – Isola 2000                         | 145 kilometrů   |           | Horská etapa         | Tadej Pogačar (SLO)      |           |
| 20            | 20. července  | Nice – Col de la Couillole                  | 133 kilometrů   |           | Horská etapa         | Tadej Pogačar (SLO)      |           |
| 21            | 21. července  | Monako – Nice                               | 34 kilometrů    |           | Individuální časovka | Tadej Pogačar (SLO)      |           |
| Celková délka | Celková délka | Celková délka                               | 3 498 kilometrů |           |                      |                          |           |

## Průběžné pořadí
| Etapa          | Vítěz              | Celkové pořadí  | Bodovací soutěž     | Vrchařská soutěž | Soutěž mladých jezdců | Soutěž týmů               | Cena bojovnosti            |
| -------------- | ------------------ | --------------- | ------------------- | ---------------- | --------------------- | ------------------------- | -------------------------- |
| 1              | Romain Bardet      | Romain Bardet   | Frank Van Den Broek | Jonas Abrahamsen | Frank Van Den Broek   | Team dsm–firmenich PostNL | Frank Van Den Broek        |
| 2              | Kévin Vauquelin    | Tadej Pogačar   | Jonas Abrahamsen    | Jonas Abrahamsen | Remco Evenepoel       | Movistar Team             | Jonas Abrahamsen           |
| 3              | Biniam Girmay      | Richard Carapaz | Jonas Abrahamsen    | Jonas Abrahamsen | Remco Evenepoel       | Movistar Team             | Fabien Grellier            |
| 4              | Tadej Pogačar      | Tadej Pogačar   | Jonas Abrahamsen    | Jonas Abrahamsen | Remco Evenepoel       | UAE Team Emirates         | Oier Lazkano               |
| 5              | Mark Cavendish     | Tadej Pogačar   | Biniam Girmay       | Jonas Abrahamsen | Remco Evenepoel       | UAE Team Emirates         | Clément Russo              |
| 6              | Dylan Groenewegen  | Tadej Pogačar   | Biniam Girmay       | Jonas Abrahamsen | Remco Evenepoel       | UAE Team Emirates         | Mads Pedersen              |
| 7              | Remco Evenepoel    | Tadej Pogačar   | Biniam Girmay       | Jonas Abrahamsen | Remco Evenepoel       | UAE Team Emirates         | neuděleno                  |
| 8              | Biniam Girmay      | Tadej Pogačar   | Biniam Girmay       | Jonas Abrahamsen | Remco Evenepoel       | UAE Team Emirates         | Jonas Abrahamsen           |
| 9              | Anthony Turgis     | Tadej Pogačar   | Biniam Girmay       | Jonas Abrahamsen | Remco Evenepoel       | UAE Team Emirates         | Jasper Stuyven             |
| 10             | Jasper Philipsen   | Tadej Pogačar   | Biniam Girmay       | Jonas Abrahamsen | Remco Evenepoel       | UAE Team Emirates         | Kobe Goossens              |
| 11             | Jonas Vingegaard   | Tadej Pogačar   | Biniam Girmay       | Tadej Pogačar    | Remco Evenepoel       | UAE Team Emirates         | Tadej Pogačar              |
| 12             | Biniam Girmay      | Tadej Pogačar   | Biniam Girmay       | Tadej Pogačar    | Remco Evenepoel       | UAE Team Emirates         | Quentin Pacher             |
| 13             | Jasper Philipsen   | Tadej Pogačar   | Biniam Girmay       | Tadej Pogačar    | Remco Evenepoel       | UAE Team Emirates         | Magnus Cort                |
| 14             | Tadej Pogačar      | Tadej Pogačar   | Biniam Girmay       | Tadej Pogačar    | Remco Evenepoel       | UAE Team Emirates         | Ben Healy                  |
| 15             | Tadej Pogačar      | Tadej Pogačar   | Biniam Girmay       | Tadej Pogačar    | Remco Evenepoel       | UAE Team Emirates         | Richard Carapaz            |
| 16             | Jasper Philipsen   | Tadej Pogačar   | Biniam Girmay       | Tadej Pogačar    | Remco Evenepoel       | UAE Team Emirates         | Thomas Gachignard          |
| 17             | Richard Carapaz    | Tadej Pogačar   | Biniam Girmay       | Tadej Pogačar    | Remco Evenepoel       | UAE Team Emirates         | Romain Grégoire            |
| 18             | Victor Campenaerts | Tadej Pogačar   | Biniam Girmay       | Tadej Pogačar    | Remco Evenepoel       | UAE Team Emirates         | Tobias Halland Johannessen |
| 19             | Tadej Pogačar      | Tadej Pogačar   | Biniam Girmay       | Richard Carapaz  | Remco Evenepoel       | UAE Team Emirates         | Richard Carapaz            |
| 20             | Tadej Pogačar      | Tadej Pogačar   | Biniam Girmay       | Richard Carapaz  | Remco Evenepoel       | UAE Team Emirates         | Enric Mas                  |
| 21             | Tadej Pogačar      | Tadej Pogačar   | Biniam Girmay       | Richard Carapaz  | Remco Evenepoel       | UAE Team Emirates         | neuděleno                  |
| Konečné pořadí | Konečné pořadí     | Tadej Pogačar   | Biniam Girmay       | Richard Carapaz  | Remco Evenepoel       | UAE Team Emirates         | Richard Carapaz            |

- Ve 2. etapě nosil Maxim Van Gils, jenž byl druhý v soutěži mladých jezdců, bílý dres, neboť lídr této klasifikace Frank van den Broek nosil zelený dres pro lídra bodovací soutěže.
- V 3. a 4. etapě nosil Valentin Madouas, jenž byl druhý ve vrchařské soutěži, puntikatý dres, neboť lídr této klasifikace Jonas Abrahamsen nosil zelený dres pro lídra bodovací soutěže.
- V 5. etapě nosil Valentin Madouas, jenž byl třetí ve vrchařské soutěži, puntikatý dres, neboť lídr této klasifikace Jonas Abrahamsen nosil zelený dres pro lídra bodovací soutěže a druhý byl Tadej Pogačar, který nosil žlutý dres pro lídra celkového pořadí.
- V 12. až 14. etapě nosil Jonas Abrahamsen, jenž byl druhý ve vrchařské soutěži, puntikatý dres, neboť lídr této klasifikace Tadej Pogačar nosil žlutý dres pro lídra celkového pořadí.
- V 15. až 18. etapě nosil Jonas Vingegaard, jenž byl druhý ve vrchařské soutěži, puntikatý dres, neboť lídr této klasifikace Tadej Pogačar nosil žlutý dres pro lídra celkového pořadí.

## Pořadí
| Legenda | Legenda                         | Legenda | Legenda                               |
| ------- | ------------------------------- | ------- | ------------------------------------- |
|         | Označuje lídra celkového pořadí |         | Označuje lídra vrchařské soutěže      |
|         | Označuje lídra bodovací soutěže |         | Označuje lídra soutěže mladých jezdců |
|         | Označuje lídra soutěže týmů     |         | Označuje držitele ceny bojovnosti     |

### Celkové pořadí
| Pořadí | Jezdec                  | Tým                     | Čas         |
| ------ | ----------------------- | ----------------------- | ----------- |
| 1      | Tadej Pogačar (SLO)     | UAE Team Emirates       | 83h 38' 56" |
| 2      | Jonas Vingegaard (DEN)  | Visma–Lease a Bike      | + 6' 17"    |
| 3      | Remco Evenepoel (BEL)   | Soudal–Quick-Step       | + 9' 18"    |
| 4      | João Almeida (POR)      | UAE Team Emirates       | + 19' 03"   |
| 5      | Mikel Landa (ESP)       | Soudal–Quick-Step       | + 20' 06"   |
| 6      | Adam Yates (GBR)        | UAE Team Emirates       | + 24' 07"   |
| 7      | Carlos Rodríguez (ESP)  | Ineos Grenadiers        | + 25' 04"   |
| 8      | Matteo Jorgenson (USA)  | Visma–Lease a Bike      | + 26' 34"   |
| 9      | Derek Gee (CAN)         | Israel–Premier Tech     | + 27' 21"   |
| 10     | Santiago Buitrago (COL) | Team Bahrain Victorious | + 29' 03"   |

### Bodovací soutěž
| Pořadí | Jezdec                 | Tým                | Body |
| ------ | ---------------------- | ------------------ | ---- |
| 1      | Biniam Girmay (ERI)    | Intermarché–Wanty  | 387  |
| 2      | Jasper Philipsen (BEL) | Alpecin–Deceuninck | 354  |
| 3      | Bryan Coquard (FRA)    | Cofidis            | 208  |
| 4      | Tadej Pogačar (SLO)    | UAE Team Emirates  | 196  |
| 5      | Anthony Turgis (FRA)   | Team TotalEnergies | 180  |
| 6      | Arnaud De Lie (BEL)    | Lotto–Dstny        | 161  |
| 7      | Remco Evenepoel (BEL)  | Soudal–Quick-Step  | 152  |
| 8      | Wout van Aert (BEL)    | Visma–Lease a Bike | 152  |
| 9      | Jonas Abrahamsen (NOR) | Uno-X Mobility     | 149  |
| 10     | Jonas Vingegaard (DEN) | Visma–Lease a Bike | 136  |